# Боун (фільм)
«Боун» (англ. Bone) — американська кримінальна чорна комедія 1972 року, написана, спродюсована і знята Ларрі Коеном у його режисерському дебюті. У головній ролі Яфет Котто.

## Синопсис
Бернадетт і Білл — сварлива пара з Беверлі-Хіллз. Злочинець, який називає себе «Боун», вдирається в їхній будинок та бере подружжя в заручники, але незабаром розуміє, що його жертви менш заможні та набагато нещасливіші, ніж здавалося спочатку.

## У ролях
| Актор            | Роль      |
| ---------------- | --------- |
| Яфет Котто       | «Боун»    |
| Джойс Ван Паттен | Бернадетт |
| Ендрю Дуґґан     | Білл      |
| Джинні Берлін    | дівчина   |

## Виробництво
Ларрі Коен казав в інтерв'ю, що спочатку розглядав Пола Вінфілда на ролі Боуна, але вважав його "надто благородним". Потім він побачив Яфета Котто у фільмі Вільяма Вайлера «Звільнення Л. Б. Джонса» (1970) і обрав його.
Зйомки почалися в липні 1971 року.
Серед льтернативних назви фільму розглядалися: «Домогосподарка» (англ. Housewife), «Кошмар Беверлі-Хіллз» (англ. Beverly Hills Nightmare) і «Наберіть "щур" для терору» (англ. Dial Rat for Terror).

## Зовнішні посилання
- Bone на сайті IMDb (англ.)
- Bone на сайті AllMovie (англ.)